# Băng biển

Những mảnh vỡ của băng biển Bắc Cực với lớp phủ tuyết.

Băng biển phát sinh khi nước đóng băng. Bởi vì băng ít dày đặc hơn nước, nó nổi trên bề mặt đại dương (như băng nước ngọt, có mật độ thấp hơn). Biển băng chiếm khoảng 7% bề mặt Trái Đất và khoảng 12% đại dương của thế giới. Phần lớn băng biển của thế giới được bao bọc bên trong các túi băng cực trong vùng cực của Trái Đất: tảng băng Bắc Cực của Bắc Băng Dương và tảng băng Nam Cực của Nam Đại Dương. Các tảng băng cực trải qua một vòng tuần hoàn hàng năm đáng kể ở mức độ bề mặt, một quá trình tự nhiên mà phụ thuộc vào hệ sinh thái Bắc Cực, bao gồm các hệ sinh thái của đại dương. Do tác động của gió, dòng chảy và biến động nhiệt độ, băng biển rất năng động, dẫn đến một loạt các loại băng và các tính năng. Băng biển có thể được tương phản với tảng băng trôi, đó là những tảng băng hoặc những tảng băng trôi vào đại dương. Tùy thuộc vào vị trí, băng biển mở rộng cũng có thể kết hợp các tảng băng trôi.